# Phalanger breviceps
Phalanger breviceps is een zoogdier uit de familie van de koeskoezen (Phalangeridae). De wetenschappelijke naam van de soort werd voor het eerst geldig gepubliceerd door Oldfield Thomas in 1888.

## Taxonomie
De soort werd lang als ondersoort van de witte koeskoes (Phalanger orientalis) gezien, maar werd in 2019 als aparte soort beschouwd op basis van genetisch onderzoek.

## Voorkomen
De soort komt voor in op Nieuw-Brittannië en de Salomonseilanden.